# Debaryella gracilis
Debaryella gracilis är en svampart som beskrevs av Munk 1954. Debaryella gracilis ingår i släktet Debaryella, klassen Sordariomycetes, divisionen sporsäcksvampar och riket svampar.   Inga underarter finns listade i Catalogue of Life.
I den svenska databasen Dyntaxa används istället namnet Conioscyphascus gracilis för samma taxon.  Arten är reproducerande i Sverige.